# Саки, Джам
Джам Саки (англ. Jam Saqi, синдхи: ڄام ساقي) (31 октября 1944 — 5 марта 2018) — левый политик из Синда, Пакистан. За свою политическую деятельность подвергался репрессиям, был заключён в тюрьму более чем на 15 лет. Во время его заключения его супруга Сухан покончила жизнь самоубийством, прочитав газету, содержащую утверждения о смерти мужа. 
После восстановления демократического правления в стране был генеральным секретарем Коммунистической партии Пакистана, пока не покинул её в 1991 году и вступил в Пакистанскую народную партию, внутри которой присоединился к троцкистской группе «Борьба» (The Struggle), секции интернационала Международная марксистская тенденция. Последним браком был женат на Ахтар Султане.

## Биография

### Образование
Родился в деревне Джанджи, Талука Чачхро, район Тарпаркар, в доме Мухмеда Сахала, педагога и известного социального работника в Таре. Саки получил аттестат зрелости в средней школе Чачро в 1962 году. 
Затем он учился в Государственном колледже, Художественном колледже Сачал Сармаст в Хайдарабаде и Университете Синда в Джамшоро, где получил степень магистра. Позже в интервью Джам Саки рассказал, что с подпольной Коммунистической партией Пакистана его познакомил учитель на пенсии Инаятулла Дхамчар.

### Студенческий активист
Саки, вступивший в компартию и ставший известным как студенческий активист, был впервые арестован после «инцидента 4 марта 1967 года» — жестокого разгона полицией студенческой демонстрации против диктатуры Айюб Хана, когда всего было задержано 207 студентов. В общей сложности, Джама Саки арестовывали 7 раз.
3 ноября 1968 года участвовал в учреждении Национальной студенческой федерации Синда (SNSF) — крыла компартии, президентом которого он стал (Надим Ахтер — вице-президентом, Мир Тебо — генеральным секретарём). Саки сотрудничал с Хайдером Буксом Джатой, Дж. М. Сайедом, Кази Фаизом Мухаммадом, Гуламом Мухаммадом Лагари и другими лидерами левонационалистического, крестьянского и рабочего движения Синда. В 1969 году он присоединился к крестьянскому Комитету Синд Хари.
Подобные движения подготовили массовые выступления 1968 года и победу на парламентских выборах 1970 года сил социалистической ориентации — Пакситанской народной партии в Синде и Пенджабе, Авами Лиг в Восточном Пакистане и Национальной партии Авами в Северо-Западной пограничной провинции и Белуджистане. Однако Джам Саки сожалел о том, что, хотя Зульфикар Али Бхутто из ПНП и Маулана Бхашани из Авами Лиг открыто поддерживали социализм, коммунистические кадры были приучены придерживаться осторожного лозунга «национально-демократической революции».

### Борьба с военными диктатурами
Джаму Саки в начале 1970-х годов пришлось отбывать наказание, назначенное военным судом. Его приговорили к году тюрьмы и 15 ударам плетью. Позже он присоединился к Национальной партии Авами и был избран её совместным секретарём. В 1971 году его организация провела в Хайдарабаде и Навабшахе митинги против военной хунты, когда та развязала военную операцию в Восточном Пакистане (Бангладеш). В этот период он ушел в подполье и организовывал крестьян и молодёжь Синда.
Джам Саки поддерживал Движение за восстановление демократии, созданное в 1981 году альянсом политических партий левого спектра и противостоящее диктатуре генерала Зия-уль-Хака. Входил в его президиум как представитель компартии.

### Процесс Джама Саки
С 1980 года установивший военное положение режим Зия-уль-Хака проводил облавы на коммунистов, в ходе которых было схвачено множество партийных работников; из арестованных Назир Аббаси был убит в застенках, а Джам Саки вместе с профессором Джамал Накви, Сохаил Санги, Бадар Абро, Камаль Варси и Шабир Шар в 1983 году предстали перед специальным военным трибуналом по обвинению в том, что они якобы «действовали против идеологии Пакистана», готовя социалистическую революцию.
Этот процесс также известен как «дело коммунистов» или «дело Джама Саки». Среди свидетелей защиты были глава Пакистанской народной партии Беназир Бхутто (подчёркивавшая, что Саки не нарушал конституции — в отличие от Зия-уль-Хака), белуджистанский лидер Мир Гхоус Букс Бизенджо, Хан Абдул Вали Хан, Тахира Мажар Али Хан, Майрадж Мохаммад Хан, Фатехьяб Али Хан, Маулана Шах Мохаммед Амроти, журналисты Манхадж Бурна, Шайх Али Мохаммад, Шайх Азиз, Икбал Джафри, студенческий лидер Хасил Безинджо и другие.
Саки и двоих его товарищей приговорили к 10 годам заключения. Их подвергали пыткам посредством депривации сна, избиений кожаными плетьми и китайской пытки водой. Затем его отправили в военный лагерь в Лахорской крепости, где его допрашивали агенты спецслужб; 7 лет провёл в одиночном заключении. Под давлением международной кампании солидарности был освобождён 10 декабря 1986 года.

### Приход к троцкизму

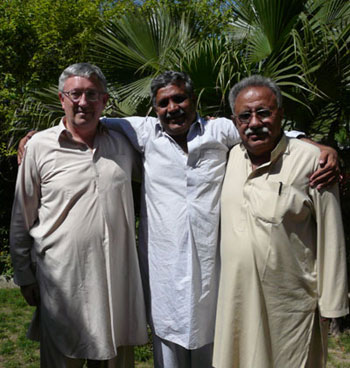
Алан Вудс, Лал Хан и Джам Саки

На свободе совершил поездки в Германию, Швецию, Данию, Великобританию и СССР. В 1990—1991 годах был генеральным секретарём Коммунистической партии Пакистана. После краха последнего, неудовлетворённый неспособностью своей партии объяснить эти события, покинул её. В конечном итоге вступил в троцкистскую группу «Борьба», в порядке энтризма работавшую внутри массовой левоцентристской Пакистанской народной партии. По его словам, «никто не принес больше вреда социализму и коммунизму, чем сталинизм — даже империалисты».

### Книги и признание
Джам Саки также известен как автор. Он написал повесть «Кахори Хиджан», книгу о студенческом движении в Синде «Синд Джи Шагрид Тахрик», а его судебные выступления в специальных военных судах были опубликованы в формате книги (на языках урду и синдхи) под заглавиями «Tareekh Moonkhay na wesarreendi» и «Zameer ke Qaidi». В 2009 году он был удостоен награды за выдающиеся заслуги в борьбе за улучшение условий труда и за права человека.

### Смерть
5 марта 2018 года Саки умер в возрасте 73 лет из-за почечной недостаточности в Хайдарабаде, Синд. Вечером после намаз-э-джаназа он был похоронен на кладбище Бабан Шаха в Хайдарабаде.